# Péróz I.
Péróz I. (novopersky Fírúz) byl perský velkokrál z rodu Sásánovců panující v letech 459–484. Jeho otcem byl král Jazdkart II., matkou královna Dénak. Péróz měl bratry Hormizda a Valgaše, z nichž první byl jeho předchůdcem a druhý nástupcem na trůně.

## Převzetí moci
Pérózova cesta k moci nebyla jednoduchá, protože předurčeným dědicem trůnu nebyl on, nýbrž jeho starší bratr Hormizd, místokrál v Sístánu – ten také jako Hormizd III. zasedl po otcově smrti roku 457 na perský trůn. Péróz si musel korunu tvrdě vybojovat v občanské válce, která s přestávkami trvala dva roky (457–459). Podle části pramenů se přitom opíral o domácí síly, v jejichž čele stál Mihránovec Rahhám, podle jiných autorů uprchl k Hefthalitům a s jejich pomocí opanoval říši.

## Pérózova vláda
Vláda Péróze I. je všeobecně považována za období vážné krize. Katastrofální sucha, jež trvala sedm let, vyvolala potravinovou nouzi a jen díky maximálnímu nasazení královské správy nepropukl hladomor. K tomu se přidala neúspěšná výprava proti hefthalitskému králi Ašnavázovi, v jejímž průběhu upadl král se svým synem Kavádem do zajetí a propuštěn byl až po příslibu vysokého výkupného (asi roku 469).
Ani v příštích letech se Pérózovi příliš nedařilo, neboť v Arménii a Gruzii vzplály revolty, podnícené královou rigidní náboženskou politikou. Boje se protáhly na několik let, ani jedna strana v nich však nezískala rozhodnou převahu. Nakonec sásánovská vojska z oblasti neslavně odtáhla, protože král potřeboval jednotky k nové válce s Hefthality, k níž se rozhodl počátkem osmdesátých let.
Tato válka, zamýšlená jako odplata za porážku z roku 469, skončila naprostou katastrofou. Při střetnutí poblíž Balchu v dnešním Afghánistánu bylo perské vojsko v roce 484 zničeno a do zajetí padli nejenom královy ženy, jeho dcera Pérózducht a velekněz zarathuštrovské církve, ale i celý perský tábor s panovnickou kanceláří. Sám Péróz v bitvě zahynul.

## Koncil v Gundéšápúru
Do dob Pérózovy vlády spadá ještě jedna významná událost, a sice koncil perských křesťanů v Gundéšápúru (Beth Lapat). Konal se roku 484 a bylo na něm rozhodnuto, že nestoriánství je závaznou formou křesťanského učení pro perské věřící.